# George Akerlof
George Arthur Akerlof (sinh 17 tháng 6 năm 1940) là nhà kinh tế học người Hoa Kỳ và giáo sư kinh tế tại Đại học Georgetown và Đại học California, Berkeley. Ông đồng nhận giải Nobel kinh tế năm 2001 với Michael Spence và Joseph E. Stiglitz. Bố ông là một người Thụy Điển và mẹ là người Mỹ gốc Đức lai Do Thái. Sau khi tốt nghiệp trường Lawrenceville, Akerlof nhận bằng cử nhân tại Đại học Yale năm 1962, tiếp tục nhận bằng tiến sĩ từ Học viện Công nghệ Massachusetts năm 1966, và giảng dạy tại Trường Kinh tế và Khoa học Chính trị Luân Đôn.
Akerlof được biết đến nhiều nhất từ bài viết: "Thị trường ô tô cũ: Bất định về chất lượng và cơ chế thị trường" (tiếng Anh: The Market for Lemons: Quality Uncertainty and the Market Mechanism"), xuất bản trên tạp chí Quarterly Journal of Economics năm 1970. Tại đó, ông xác định các vấn đề lớn ảnh hưởng tới thị trường, đó là sự bất cân xứng về thông tin. Bài viết này đã đem lại giải Nobel cho ông
Trong bài "Các mô hình lương hiệu quả của thị trường lao động", Akerlof và đồng tác giả Janet Yellen (vợ ông) đã đưa ra các nguyên nhân của "giả định lương hiệu quả", theo đó chủ lao động tra lương trên mức cân bằng của thị trường, trái với kết luận của Kinh tế học tân cổ điển rằng lương chỉ dừng ở mức cân bằng giữa cung và cầu.
Giáo sư Akerlof có vợ là Janet Yellen - Chủ tịch Hội đồng Thống đốc Cục Dự trữ Liên bang Hoa Kỳ. Hai ông bà có con trai cũng là giáo sư kinh tế tại trường Đại học Warwick - Robert Akerlof.

## Ấn phẩm
- Akerlof, George A., and Rachel E. Kranton. 2010. Identity Economics: How Our Identities Shape Our Work, Wages, and Well-Being, Princeton, New Jersey: Princeton University Press. ISBN 978-0-691-14648-5. Description & TOC, "Introduction," các trang 3-8, and preview.

- _____, 2005. "Identity and the Economics of Organizations," Journal of Economic Perspectives, 19(1), các trang 9–32. Lưu trữ ngày 14 tháng 9 năm 2011 tại Wayback Machine
- _____, 2000. "Economics and Identity," Quarterly Journal of Economics, 115(3), các trang 715–53.

- Akerlof, George A. and Robert J. Shiller. 2009. Animal Spirits: How Human Psychology Drives the Economy, and Why It Matters for Global Capitalism. Princeton, New Jersey: Princeton University Press. ISBN 978-0-691-14233-3.
- Akerlof, George. "Thoughts on global warming." chinadialogue (2006). ngày 14 tháng 7 năm 2008.
- Akerlof, George A. 2005. Explorations in Pragmatic Economics, Oxford University Press. ISBN 978-0-19-925390-6.
- Akerlof, George A., and Janet Yellen. 1986. Efficiency Wage Models of the Labor Market. Orlando, Fla.: Academic Press.
- Akerlof, George A. 1984. An Economic Theorist's Book of Tales, Cambridge University Press.
- Akerlof, George A., Romer, Paul M.,Hall, Robert E., Mankiw N. Gregory Brookings Papers on Economic Activity, "Looting: The Economic Underworld of Bankruptcy for Profit" Vol. 1993, No. 2 (1993), các trang 1–73 [4]